# Charles Perrin
Charles Jean Baptiste Perrin (* 6. Juli 1875 in Lyon; † 26. März 1954 ebenda) war ein französischer Ruderer.
Im Jahr 1900 trat er zusammen mit Georges Lumpp, Daniel Soubeyran, Émile Wegelin und einem unbekannten Steuermann bei den Olympischen Spielen in Paris im Vierer mit Steuermann an. Im zweiten Halbfinale landeten sie hinter dem Team aus den Niederlanden auf dem zweiten Platz und wären damit eigentlich ausgeschieden gewesen. Aufgrund einer Kontroverse um die Finalteilnehmer, gab es letztendlich zwei Finalläufe mit eigens vergebenen Medaillen. Im ersten Finallauf nahm Perrin mit seinem Team teil und gewann mit einer Zeit von 7:18,0 Minuten die Silbermedaille.
Sein Verein war der Club Nautique de Lyon.